# El Salvador op de Olympische Zomerspelen 2020
El Salvador neemt deel aan de Olympische Zomerspelen 2020 in Tokio, Japan.

## Atleten
Hieronder volgt een overzicht van de atleten die zich reeds hebben verzekerd van deelname aan de Olympische Zomerspelen 2020.
| sport    | Mannen | Vrouwen | totaal |
| -------- | ------ | ------- | ------ |
| Atletiek | 1      | 0       | 1      |
| Boksen   | 0      | 1       | 1      |
| Zeilen   | 1      | 0       | 1      |
| Zwemmen  | 1      | 1       | 2      |
| totaal   | 3      | 2       | 5      |

## Sporten

### Atletiek
Mannen
Loopnummers
| atleet              | onderdeel | series | series | kwartfinale | kwartfinale | halve finale   | halve finale   | finale         | finale         |
| atleet              | onderdeel | tijd   | rang   | tijd        | rang        | tijd           | rang           | tijd           | rang           |
| ------------------- | --------- | ------ | ------ | ----------- | ----------- | -------------- | -------------- | -------------- | -------------- |
| José Andrés Salazar | 200 m     | 21,66  | 7      | n.v.t.      | n.v.t.      | niet geplaatst | niet geplaatst | niet geplaatst | niet geplaatst |

### Boksen
Vrouwen
| atlete             | onderdeel    | eerste ronde         | tweede ronde         | kwartfinale          | halve finale         | finale               | rang           |
| atlete             | onderdeel    | tegenstander uitslag | tegenstander uitslag | tegenstander uitslag | tegenstander uitslag | tegenstander uitslag | rang           |
| ------------------ | ------------ | -------------------- | -------------------- | -------------------- | -------------------- | -------------------- | -------------- |
| Yamileth Solorzano | vedergewicht | Irie V 0 - 5         | niet geplaatst       | niet geplaatst       | niet geplaatst       | niet geplaatst       | niet geplaatst |

### Zeilen
Mannen
| atleet           | onderdeel | race | race | race | race | race | race | race | race | race | race | race   | race   | race           | netto punten | eindnotering |
| atleet           | onderdeel | 1    | 2    | 3    | 4    | 5    | 6    | 7    | 8    | 9    | 10   | 11     | 12     | M              | netto punten | eindnotering |
| ---------------- | --------- | ---- | ---- | ---- | ---- | ---- | ---- | ---- | ---- | ---- | ---- | ------ | ------ | -------------- | ------------ | ------------ |
| Enrique Arathoon | Laser     | 28   | 17   | 11   | 25   | 27   | 19   | 25   | 17   | 15   | 9    | n.v.t. | n.v.t. | niet geplaatst | 165          | 23           |

### Zwemmen
Mannen
| atleet         | onderdeel             | series   | series | halve finale | halve finale | finale         | finale         |
| atleet         | onderdeel             | tijd     | rang   | tijd         | rang         | tijd           | rang           |
| -------------- | --------------------- | -------- | ------ | ------------ | ------------ | -------------- | -------------- |
| Marcelo Acosta | 800 meter vrije slag  | 8.03,01  | 31     | n.v.t.       | n.v.t.       | niet geplaatst | niet geplaatst |
| Marcelo Acosta | 1500 meter vrije slag | 15.27,37 | 25     | n.v.t.       | n.v.t.       | niet geplaatst | niet geplaatst |

Vrouwen
| atlete         | onderdeel         | series  | series | halve finale   | halve finale   | finale         | finale         |
| atlete         | onderdeel         | tijd    | rang   | tijd           | rang           | tijd           | rang           |
| -------------- | ----------------- | ------- | ------ | -------------- | -------------- | -------------- | -------------- |
| Celina Márquez | 100 meter rugslag | 1.03,75 | 36     | niet geplaatst | niet geplaatst | niet geplaatst | niet geplaatst |
| Celina Márquez | 200 meter rugslag | 2.14,72 | 23     | niet geplaatst | niet geplaatst | niet geplaatst | niet geplaatst |